# Die unentschuldigte Stunde (1957)
Die unentschuldigte Stunde ist eine österreichische Filmkomödie von Willi Forst aus dem Jahr 1957.

## Handlung
Die Schülerin Brigitte „Biggi“ Jäger war mal wieder in einem Karajan-Konzert, anstatt für Chemie zu lernen. Als sie am nächsten Tag von Professor Adamek geprüft werden soll, gibt sie vor, krank zu sein, weiß sie doch, dass sie von ihrem Hausarzt problemlos ein Attest kriegen kann. Der jedoch ist selbst erkrankt, und so wird nach Dr. Hans Weiringk geschickt, der an der Privatklinik seines berühmten Vaters forscht. Er erkennt schnell, dass Biggi nicht krank ist, und weigert sich, ein falsches Attest auszustellen. Biggi wiederum, die sich in Hans verliebt hat, lernt nun fleißig und ist bei der nächsten Chemie-Prüfung fehlerfrei. Da ihr das Attest fehlt, droht sie jedoch wegen ungenügender Betragensnote durchzufallen. Hans hat unterdessen von seinem Vater den Auftrag bekommen, einen Nachsorgebesuch bei Biggi zu machen, da ihre beste Freundin bei ihm behauptet hatte, Biggi sei wirklich krank – tatsächlich hat Biggi vor lauter Verliebtsein Konzentrationsprobleme. Hans macht den Besuch bei Biggi, und am Ende küssen sie sich. Biggi bekommt ihr Attest, und kurze Zeit später findet im engsten Familienkreis die Hochzeit statt.
Biggi ist nun Frau Dr. Weiringk, hat viel Geld, ein großes Haus mit Haushälterin und ein Cabrio. Nur ihr Mann Hans ist vor lauter Forschungsarbeit so selten zu Hause, dass sie noch nicht einmal ihre Flitterwochen nachgeholt haben. Als Hans die bereits fest geplante Reise nach Spanien absagt, weil er eine Dozentur übernommen hat, entscheidet sich Biggi, heimlich wieder in ihre Schule zu gehen und die Matura nachzuholen. Nur ihre beste Freundin und ihre Haushälterin weiht sie in ihren Plan ein; ihre Mitschülerinnen und die Lehrer, aber auch Hans, wissen nichts.
Bald nimmt die Schuldirektorin Biggi zur Seite, da ihre Leistungen in vielen Fächern schlechter sind als sonst. Biggi erklärt, dass sie bei ihrem Bekannten Dr. Weiringk lebe und ihm den Haushalt führe. Die Direktorin lobt ihr Engagement und unterstützt sie, indem sie ihr den Nachhilfelehrer Fabian für Mathematik organisiert. Der jedoch verliebt sich in Biggi und bringt ihr vor lauter Schwärmerei nichts bei. Ihre Noten kurz vor der Abschlussprüfung sind nicht gut genug, um Biggi die Matura bestehen zu lassen. Die Direktorin gibt zu bedenken, dass immer auch die Umstände, unter denen Noten erreicht wurden, betrachtet werden müssen. Prof. Adamek, der Biggi eines Nachts mit Hans in einer Bar gesehen hatte, kündigt an, Biggi bei Dr. Weiringk aufzusuchen, um selbst zu überprüfen, wie gestresst sie mit der Haushaltsführung ist. Schuldiener Aichinger will Biggi vor Adameks Besuch warnen und wird am Ende selbst Zeuge, wie Biggi und Hans auf der Terrasse ihrer Villa sitzen, Sekt trinken und sich küssen – der misstrauische Hans hatte kurz zuvor von Fabian erfahren, dass Biggi für die Matura lernt, die sie am nächsten Tag ablegen will, und ist erleichtert, dass ihr schreckhaftes Wesen der letzten Wochen nichts mit einem anderen Mann zu tun hat.
Das Lehrerkollegium glaubt nun, Biggi habe ein unsittliches Verhältnis mit ihrem Arbeitgeber, und lässt sie am nächsten Tag zur Beratung kommen. Hans wird ebenfalls eingeladen, doch gerät die Einladung durch eine Verwechslung an seinen Vater, der in der Schule erscheint. Als Biggi mit dem Vorwurf des unkeuschen Verhaltens konfrontiert wird, bricht sie ohnmächtig zusammen. Ihr Schwiegervater wird als Arzt zu ihr geführt und untersucht sie. Unterdessen ist Hans, der eigentlich heimlich zur Maturafeier kommen wollte, von Aichinger ausfindig gemacht worden und wird vom Lehrerkollegium zu seinem Verhältnis zu Biggi befragt. Belustigt spielt er das Spiel mit und eröffnet allen am Ende, dass er und Biggi verheiratet sind. Biggi erhält nun ihr Matura-Zeugnis und die Direktorin persönlich entschuldigt sich bei ihr für die Fehleinschätzung durch die gesamte Lehrerschaft. Die Schule wird Biggi jedoch nicht zum letzten Mal betreten haben – ihr Schwiegervater eröffnet ihr den Grund für ihre Ohnmacht: Sie ist schwanger.

## Produktion
Die unentschuldigte Stunde wurde im Atelier Sievering der Wien-Film hergestellt. Die Uraufführung des Films fand am 29. August 1957 im Turm-Palast in Frankfurt am Main statt.
Der Film beruht auf dem Bühnenstück Die unentschuldigte Stunde von Stefan Bekeffi und Adorian Stella. Dieses war (unter demselben Titel) bereits 1937 erstmals von E. W. Emo verfilmt worden. In beiden Verfilmungen übernahm Hans Moser eine Nebenrolle.

## Kritik
Der Spiegel befand 1957:

„Der karge Effekt, den Backfischschelmerei und Altherrenrührung erzielen, kann kaum als Beweis dafür gelten, daß die Gewandtheit Forsts erlahmt sei. Sie zeigt nur, wie sehr seine spezielle Technik und Romantik aus der Mode kommt. Sieht man von einem James-Dean-Photo über dem Mädchenlager und von einem Boogie Woogie zwischen Schulbänken ab, so wirkt der Film, als sei er vor zwanzig Jahren produziert worden.“

Das Lexikon des Internationalen Films meinte, dass „das anspruchslose Lustspiel versuch[e,] mit wenig Glück und Geschmack die Feuerzangenbowle zu kopieren. Die spärliche Komik wird aus (scheinbar) zweideutigen Situationen geschöpft.“